# افشای داده‌های جستجوی AOL
"این مقاله در حال ترجمه از ویکی انگلیسی است لطفا حذف نشود." 
شرکت اینترنتی ای‌اوال در سال ۲۰۰۶ بخش بزرگی از عبارات جستجوی وب خود را از طریق پروندهٔ گزارش جستجو منتشر کرد. AOL هویت کاربران را در گزارش ذکر نکرده بود، اما در بسیاری از جستجوها اطلاعات شناسایی شخصی وجود داشت. این امر باعث شد بتوان برخی کاربران را از طریق عبارات جستجویشان شناسایی کرد. اگرچه AOL فایل را پس از چند روز حذف کرد، اما تا آن زمان به‌طور گسترده‌ای کپی شده بود و همچنان در دسترس باقی مانده‌است.

## نمای کلی
در تاریخ ۴ اوت ۲۰۰۶، بخش تحقیقات AOL به سرپرستی عبدالر چودهری یک فایل متنی فشرده را در یکی از وب‌سایت‌های خود منتشر کرد که شامل بیست میلیون عبارت جستجو از بیش از ۶۵۰٬۰۰۰ کاربر در بازه‌ای سه‌ماهه بود؛ این اقدام با هدف تحقیقاتی صورت گرفت. AOL این فایل را تا تاریخ ۷ اوت از وب‌سایت خود حذف کرد، اما پیش از آن، فایل به‌طور گسترده‌ای در اینترنت کپی و توزیع شده بود.
AOL در این گزارش کاربران را شناسایی نکرده بود؛ با این حال، اطلاعات قابل شناسایی شخصی در بسیاری از عبارات جستجو وجود داشت. از آنجا که AOL این جستجوها را به حساب‌هایی با شناسهٔ عددی نسبت داده بود، می‌شد هویت برخی افراد را مشخص کرد و جستجوهای آنان را به آن‌ها نسبت داد. روزنامهٔ نیویورک تایمز توانست با تطبیق داده‌های منتشرشده و ناشناس با فهرست‌های راهنمای تلفن، هویت یکی از افراد را شناسایی کند. در نتیجه، پیامدهای اخلاقی استفاده از این داده‌ها برای اهداف تحقیقاتی مورد بحث و مناقشه قرار گرفت.
AOL پذیرفت که این اقدام اشتباه بوده و داده‌ها را حذف کرد؛ با این حال، این حذف دیر انجام شد. داده‌ها پیش‌تر توسط دیگران منتشر شده بود و هنوز هم می‌توان آن‌ها را از طریق سایت‌های میرور دانلود کرد.
در ژانویهٔ ۲۰۰۷، مجلهٔ Business 2.0 Magazine وابسته به CNNMoney، انتشار این داده‌های جستجو را در رتبهٔ ۵۷ فهرست «۱۰۱ لحظهٔ احمقانه در دنیای تجارت» در سال ۲۰۰۷ قرار داد.

## دعاوی قضایی
در سپتامبر ۲۰۰۶، یک دعوی حقوقی گروهی علیه AOL در دادگاه ناحیه‌ای ایالات متحده در منطقهٔ شمالی ایالت کالیفرنیا تنظیم شد. این دادخواست، AOL را به نقض قانون ارتباطات الکترونیکی، انجام اقدامات تجاری فریبکارانه و گمراه‌کننده و سایر ادعاها متهم می‌کند و خواستار پرداخت حداقل ۵٬۰۰۰ دلار به ازای هر فردی است که داده‌های جستجوی او افشا شده‌است. این پرونده در سال ۲۰۱۳ به‌صورت توافقی مختومه شد.

## کاربران شناخته‌شده
اگرچه جستجوگران تنها با شناسهٔ عددی مشخص شده بودند، نتایج جستجوی برخی افراد به دلایل مختلف مورد توجه قرار گرفت.

### تلما آرنولد
با استفاده از سرنخ‌هایی که در عبارات جستجو مشخص شده بود، روزنامهٔ نیویورک تایمز توانست هویت چند نفر از جستجوگران را شناسایی کند. با اجازهٔ خود او، این روزنامه کاربر شمارهٔ ۴۴۱۷۷۴۹ را به‌عنوان تلما آرنولد معرفی کرد؛ بیوه‌ای ۶۲ ساله از شهر لیلبورن، ایالت جورجیا. این نقض حریم خصوصی بازتاب گسترده‌ای در رسانه‌ها داشت و منجر به استعفای مدیر ارشد فناوری AOL، یعنی مورین گاورن در تاریخ ۲۱ اوت ۲۰۰۶ شد. رسانه‌ها به نقل از یک منبع داخلی گزارش دادند که دو کارمند اخراج شده‌اند: پژوهشگری که داده‌ها را منتشر کرده بود و سرپرست مستقیم او که به مورین گاورن گزارش می‌داد.

### کاربر ۹۲۷
یکی از پیامدهای رسوایی AOL، افزایش تعداد نوشته‌های وبلاگی دربارهٔ داده‌های فاش‌شده بود. نتایج جستجوی برخی کاربران به دلایلی چون جالب بودن، طنزآمیز بودن، ناراحت‌کننده یا خطرناک بودن مورد توجه قرار گرفت.
وب‌سایت ناظر بر حقوق مصرف‌کننده The Consumerist، مطلبی را به قلم سردبیر خود، بن پاپکن منتشر کرد که در آن کاربر ناشناس شماره ۹۲۷ را معرفی کرده بود. نتایج جستجوی این کاربر به‌شدت عجیب و گاه تاریک توصیف شده‌اند، از جمله عباراتی دربارهٔ ارکیده پروانه‌ای، گروه موسیقی Fall Out Boy، و جستجوهایی دربارهٔ پورنوگرافی کودکان و جان‌دوستی (زووفیلیا). این مطلب وبلاگی تاکنون نزدیک به ۴٬۰۰۰ بار مشاهده شده و در بسیاری از وب‌سایت‌های پرمخاطب دیگر نیز ارجاع داده شده‌است.
علاوه بر جلب توجه جامعهٔ آنلاین، کاربر ۹۲۷ الهام‌بخش خلق نمایشی تئاتری شد که توسط کاترین کلارک گری در فیلادلفیا نوشته شد. این نمایش نیز با عنوان User 927 شناخته می‌شود و در چندین وبلاگ همان‌هایی که نخستین‌بار هویت این کاربر را معرفی کرده بودند، مورد اشاره قرار گرفته‌است.

### کاربر ۷۱۱۳۹۱
مجموعه‌ای از فیلم‌های اینترنتی در وب‌سایت Minimovies با عنوان I Love Alaska، با استفاده از صدا و تصویر، زندگی کاربر شمارهٔ ۷۱۱۳۹۱ را بازسازی کرده‌اند. سازندگان این اثر، آن را «یک مستند اپیزودیک» توصیف کرده‌اند.